# Mankato (Kansas)
Mankato település az Amerikai Egyesült Államok Kansas államában, Jewell megyében, melynek megyeszékhelye is. Lakosainak száma 836 fő (2020. április 1.).

## Népesség
A település népességének változása:

| 2010 | 869 |
| 2020 | 836 |